# William Levy
William Gutiérrez Levy (Havana, 29 de agosto de 1980) é um ator, diretor, produtor, empresário e modelo cubano-estadunidense-mexicano. É conhecido no Brasil por interpretar Lary Irazábal em Acorralada, Vasco Darién em Pasión, João Miguel São Romão em Cuidado com o Anjo, Alessandro Lombardo em Sortilégio, Maximiliano Sandoval em Triunfo do Amor, Damián Fabré em A Tempestade e Sebastián Vallejo em Café com aroma de mulher.

## Biografia
Levy nasceu em Cojímar, Cuba. Seu avô materno era judeu (origem do sobrenome Levy), embora tenha crescido em uma família não religiosa. Criado por sua mãe solteira, Barbara, Levy e sua família, incluso seu irmão Jonathan Gutiérrez Levy e sua irmã Barbara Gutiérrez Levy, migraram para Miami, Flórida. Ele frequentou a escola secundária Barbara Goleman, localizada no subúrbio de Miami Lakes. Depois de cursar o ensino médio, estudou administração de empresas com uma bolsa de beisebol na St. Thomas University por dois anos. Mais tarde, foi para Los Angeles estudar atuação e posteriormente continuou seus estudos em Miami e na Cidade do México.

## Carreira
Levy trabalhou como modelo para a agência Next Models. Entre 2002 e 2003, participou de dois reality shows transmitidos pela Telemundo, La isla de la tentación e Protagonistas de novela 2 e ao término do contrato com o canal, decidiu estudar teatro no México. Em 2005, teve sua primeira oportunidade como ator, estando no elenco da telenovela Olvidarte jamás, do canal venezuelano Venevisión. No mesmo ano, se apresentou ao Centro de Bellas Artes em San Juan, Porto Rico, estrelando a peça La nena tiene tumbao. Logo, atuou em outras duas telenovelas da Venevisión, Mi vida eres tú (2006) e Acorralada (2007), todas produções gravadas em Miami.
Em 2007, foi contratado pela empresa mexicana Televisa, onde foi convidado pela teleprodutora Carla Estrada para estrelar a telenovela Pasión. Em 2008, protagonizou com Maite Perroni a telenovela Cuidado con el ángel, seu primeiro grande sucesso de audiência e popularidade no México e na América Latina, transformando Levy em um galã. Em 2009, protagonizou com Jacqueline Bracamontes a telenovela Sortilegio, outro grande sucesso internacional de audiência e de popularidade. Em novembro do mesmo ano, o ator participou da dublagem mexicana do filme de animação Planeta 51, onde deu voz ao personagem Capitão Charles "Chuck" T. Baker. Em 2010, protagonizou o remake de El privilegio de amar, Triunfo del amor, novamente fazendo par romântico com Maite Perroni.
Em 2011, Levy estrelou o interesse amoroso de Jennifer Lopez no videoclipe "I'm Into You". No mesmo ano ele apareceu na capa da People en Español em sua edição especial sobre os homens mais sexy's do ano de 2011.
Em janeiro de 2012, foi anunciado que Levy apareceria em dois episódios da série de televisão da emissora americana VH1, Single Ladies. Em março, participou da 14ª temporada do reality de dança Dancing with the Stars, onde ficou em 3º lugar. Em dezembro, foi escalado para protagonizar com Ximena Navarrete o remake da telenovela colombiana La tormenta, intitulado La tempestad, que foi ao ar em 2013. Após isso, o ator decidiu dar um tempo dos dramalhões mexicanos para atuar em filmes e séries nos Estados Unidos.
Em 2014, Levy estrelou o filme Addicted (em pt br: A Vida Secreta de Zoe), um drama erótico baseado no romance homônimo da autora Zane. No mesmo ano, ele co-estrelou o filme de Tyler Perry, The Single Moms Club.
Em 2016, atuou no filme Resident Evil: The Final Chapter. Em 2017, foi escalado para o papel principal no filme de Brent Ryan Green, The Veil. Em 2018, entrou para o elenco da série musical da Fox, Star, onde interpretou Mateo Ferrera.
Em 2021, Levy enfim retorna às telenovelas interpretando o protagonista Sebastián Vallejo em Café con aroma de mujer, remake de mesmo nome da telenovela colombiana de 1994 de Fernando Gaitán.

## Vida pessoal
Levy esteve em um relacionamento com a atriz Elizabeth Gutiérrez do ano de 2003 até 2014. Levy e Elizabeth tiveram dois filhos, Christopher Alexander, nascido em 12 de março de 2006 e Kailey Alexandra, nascida em 6 de março de 2010. Em 11 de julho de 2009, Levy foi batizado e se converteu ao catolicismo. Houve fortes rumores de que ele teve um romance com a atriz Maite Perroni, com quem fez par romântico em Cuidado com o Anjo e Triunfo do Amor, mas nunca foi confirmado por nenhum dos dois. Em 2014, Levy anunciou que estava terminando com Elizabeth. Em 2015, o casal reatou o relacionamento (não se sabe se ainda estão juntos). Em 2017, a atriz Jacqueline Bracamontes, que fez par romântico com o ator em Sortilégio, revelou que teve um romance com ele durante as gravações da trama. Na época Levy ainda era casado com Elizabeth Gutiérrez.

## Outras atividades
Levy é filantropo e doa seu tempo e dinheiro para construir moradias para os sem-teto no México, fazendo parte da fundação "Alianzas que construyen". Também faz parte do projeto social "Un kilo de ayuda", que arrecada alimentos para as famílias mais pobres do México.

## Filmografia

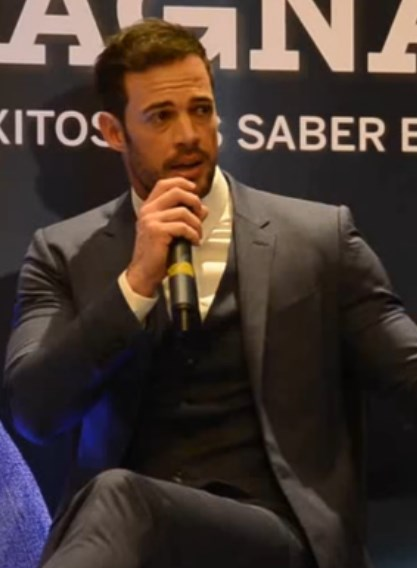
William Levy em 2015.

### Filmes
| Ano  | Título                           | Personagem                       | Notas                  |
| ---- | -------------------------------- | -------------------------------- | ---------------------- |
| 2008 | Retazos de vida                  | Thiago                           |                        |
| 2009 | Planeta 51                       | Capitão Charles "Chuck" T. Baker | Dublagem em castelhano |
| 2014 | The Single Moms Club             | Manny                            |                        |
| 2014 | Addicted                         | Quinton Canosa                   |                        |
| 2016 | Term Life                        | Alejandro Vasquez                |                        |
| 2016 | Resident Evil: The Final Chapter | Christian                        |                        |
| 2017 | A Change of Heart                | Carlos                           |                        |
| 2017 | The Veil                         | Warrior                          |                        |
| 2017 | Girls Trip                       | Ele mesmo                        |                        |
| 2017 | Cinderelo                        | Brando                           |                        |
| 2018 | El fantasma de mi novia          | Chepa                            |                        |
| 2019 | En brazos de un asesino          | Victor Faust                     |                        |

### Televisão
| Ano       | Título                  | Personagem                                             | Notas                             |
| --------- | ----------------------- | ------------------------------------------------------ | --------------------------------- |
| 2002      | La isla de la tentación | Ele mesmo (participante)                               |                                   |
| 2003      | Protagonistas de novela | Ele mesmo (participante)                               | Segunda temporada                 |
| 2006      | Olvidarte jamás         | Germán Torres                                          | Elenco de apoio                   |
| 2006      | Mi vida eres tú         | Federico Amaya                                         | Elenco de apoio                   |
| 2007      | Acorralada              | Larry Irázabal                                         | Coadjuvante                       |
| 2007–2008 | Pasión                  | Vasco Darién                                           | Participação especial             |
| 2008      | Sesame Street Mexico    | Ele mesmo                                              | Participação especial             |
| 2008–2009 | Cuidado con el ángel    | Juan Miguel San Román                                  | Protagonista                      |
| 2009      | Sortilegio              | Alejandro Lombardo                                     | Protagonista                      |
| 2010      | Mujeres asesinas        | Fonsi / Conde Alfonso de Jesús Ruiz Machado y Ortigoza | Episódio: "Annette y Ana, Robles" |
| 2010–2011 | Triunfo del amor        | Maximiliano Sandoval                                   | Protagonista                      |
| 2012      | Dancing with the Stars  | Ele mesmo                                              | Competidor                        |
| 2012      | Single Ladies           | Antonio                                                | 4 episódios                       |
| 2013      | La tempestad            | Damián Fabré                                           | Protagonista                      |
| 2018–2019 | Star                    | Mateo Ferrera                                          | Terceira temporada                |
| 2021      | Café con aroma de mujer | Sebastián "Sebas" Vallejo Cortéz                       | Protagonista                      |
| 2023      | Montecristo             | Alejandro Montecristo                                  | Protagonista                      |
| 2023-2024 | Vuelve a Mí             | Santiago Zepeda Guevara                                | Protagonista                      |

### Videoclipes
| Ano  | Artista        | Título       |
| ---- | -------------- | ------------ |
| 2011 | Jennifer Lopez | I'm Into You |

## Teatro
| Ano     | Título                |
| ------- | --------------------- |
| 2005    | La nena tiene tumbao  |
| 2009-10 | Un amante a la medida |

## Prêmios e indicações

### Prêmios Bravo
| Ano  | Categoria        | Trabalho   | Resultado |
| ---- | ---------------- | ---------- | --------- |
| 2008 | Melhor revelação | Pasión     | Venceu    |
| 2010 | Melhor ator      | Sortilegio | Venceu    |

### Prêmios Juventud
| Ano  | Categoria        | Trabalho             | Resultado |
| ---- | ---------------- | -------------------- | --------- |
| 2009 | ¡Esta buenísimo! | Cuidado con el ángel | Venceu    |
| 2010 | ¡Esta buenísimo! | Sortilegio           | Venceu    |
| 2011 | ¡Esta buenísimo! | Triunfo del amor     | Venceu    |
| 2014 | ¡Esta buenísimo! | La tempestad         | Venceu    |

### Prêmios TVyNovelas
| Ano  | Categoria   | Trabalho   | Resultado |
| ---- | ----------- | ---------- | --------- |
| 2010 | Melhor ator | Sortilegio | Indicado  |

### Prêmios Califa de Oro
| Ano  | Categoria                | Trabalho         | Resultado |
| ---- | ------------------------ | ---------------- | --------- |
| 2009 | Melhor ator protagonista | Sortilegio       | Venceu    |
| 2011 | Melhor atuação do ano    | Triunfo del amor | Venceu    |

### Prêmios Casandra
| Ano  | Categoria        | Trabalho         | Resultado |
| ---- | ---------------- | ---------------- | --------- |
| 2012 | Imagem revelação | Triunfo del amor | Venceu    |

### Prêmios People en Español
| Ano  | Categoria                                 | Trabalho             | Resultado |
| ---- | ----------------------------------------- | -------------------- | --------- |
| 2009 | Melhor casal (com Maite Perroni)          | Cuidado con el ángel | Indicado  |
| 2009 | Melhor ator                               | Cuidado con el ángel | Indicado  |
| 2010 | Melhor casal (com Jacqueline Bracamontes) | Sortilegio           | Indicado  |
| 2010 | Melhor ator                               | Sortilegio           | Indicado  |
| 2011 | Casal do ano (com Maite Perroni)          | Triunfo del amor     | Venceu    |
| 2011 | Melhor ator                               | Triunfo del amor     | Indicado  |
| 2013 | Melhor casal (com Ximena Navarrete)       | La tempestad         | Indicado  |
| 2013 | Melhor ator                               | La tempestad         | Indicado  |

### TV Adicto Golden Awards
| Ano  | Categoria                        | Trabalho             | Resultado |
| ---- | -------------------------------- | -------------------- | --------- |
| 2008 | Revelação masculina              | Cuidado con el ángel | Venceu    |
| 2008 | Melhor casal (com Maite Perroni) | Cuidado con el ángel | Venceu    |